# Nouvelle Droite
Nouvelle Droite (în română Noua Dreaptă), cunoscută și sub denumirea de „Noua Dreaptă Europeană” sau sub acronimul de „ND” și „NDE”, este o mișcare politică de extremă-dreapta care a apărut în Franța spre finalul anilor '60. Mișcarea are legături cu grupuri fasciste, iar unii politologi o consideră drept o formă de fascism, deși această caracterizare este respinsă de majoritatea adepților.
Nouvelle Droite își are originea în înființarea organizației think-tank Groupement de recherche et d'études pour la civilisation européenne (GRECE), un grup francez aflat sub conducerea filosofului Alain de Benoist, în Nisa în 1968. De Benoist și alți membri ai organizației erau implicați de mult timp în politica de extremă-dreapta, iar noua lor mișcare a fost influențată de către alte curente de gândire de dreapta precum conservatorismul revoluționar din perioada Republicii Weimar. Cu toate că respinge ideea de egalitate a stângii politice, Nouvelle Droite a fost puternic influențată de tacticile Noii Stângi și diverse forme de marxism. Cea mai vizibilă influență este reprezentată de ideile marxistului italian Antonio Gramsci, unii membri ai organizației autocaracterizându-se drept „gramscieni de dreapta”. Apogeul comercial al ND a fost atins pe parcursul anilor '70 în Franța, însă nu pentru mult timp din cauza opoziției liberale și de stânga. Membrii ND s-au înscris în diverse partide politice, devenind astfel o puternică înfluență în rândul Frontului Național, în timp ce ideile ND au influențat mișcări de extremă-dreapta din alte state europene. În secolul XXI, ND a influențat grupuri precum mișcarea identitară și difierite forme de național-anarhism.
ND se opune multiculturalismului și amestecului de culturi în interiorul unei singure societăți. Nu este de acord cu democrația liberală și capitalismul, și promovează o serie de idei sub denumirea de „democrație organică” cu scopul de a prelua controlul oligarhiei. Militează pentru o metodă „archeofuturistă” sau conservator revoluționară de tip nonreacționar prin care se urmărește revitalizarea identității și culturii europene în timp ce încurajează conservarea unor anumit regiuni unde europenii și urmașii lor să poată locui. În același timp, încearcă să susțină protejarea diverselor grupuri etnice și a identităților lor; aceștia apără dreptul fiecărui grup etnic de a-și păstra propriile teritorii și regiuni. Pentru a-și atinge idealurile, ND promovează o „metapolitică” prin intermediul căreia încearcă să influențeze cultura europeană pe o perioadă lungă de timp în loc să participe în procesul electoral.

## Istoric
Ca urmare a încheierii celui de-al Doilea Război Mondial și a decăderii regimului de la Vichy, extrema-dreaptă franceză a fost alungată de pe scena politică. Și-a refăcut apariția la mijlocul anilor '50 când o parte din activiștii de extremă-dreapta au reintrat pe scena politică prin intermediul mișcării poujadiste. În următoarele decade, mișcarea franceză a susținut cauza colonialismului și s-a opus mișcărilor care militau pentru decolonizare în Indochina și Algeria. În acest context s-au înființat o serie de grupuri paramilitare de extremă-dreaptă precum Organisation armée secrète și Armée Révolutionnaire. O parte din intelectualii mișcării au adoptat o altă abordare: reformularea ideilor astfel încât să devină acceptabile în societate prin crearea unui think-tank intitulat Groupement de recherche et d'études pour la civilisation européenne.

### Înființarea GRECE: 1968-1974
GRECE a fost înființat în orașul Nisa în ianuarie 1968, la scurt timp după evenimentele din mai 1968. Formată inițial din 40 de membri, printre care Alain de Benoist, Pierre Vial, Jean-Claude Valla, Dominique Venner, Jaques Bruyas și Jean-Jacques Mourreau. Politologul Tamir Bar-On a declarat că „evoluția intelectuală a intelectualilor din GRECE și ND este cu siguranță situată în interiorul mediului revoluționar de dreapta”. GRECE a fost descrisă drept o „alternativă logică” pentru tinerii francezi naționaliști dacă luăm în calcul desființarea în 1958 a grupului Jeune Nation, a decăderii Organisation armée secrète în 1962 și a pierderii alegerilor în 1967 a partidului Rassemblement Européen pour la Liberté. Acești tineri radicali erau ultranaționaliști și anticomuniști, iar convingerile lor erau fundamentate pe ideea protejării societății occidentale, pe rasismulul științific și eugenism. Aceștia erau și împotriva imigrării persoanelor de culoare din fostele colonii franceze în Franța, motiv pentru care au adoptat convingeri antiimperialiste și anticolonialiste.

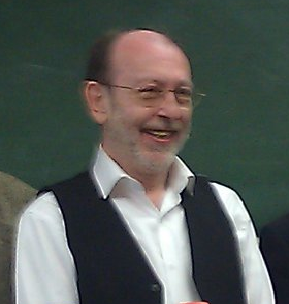
Alain de Benoist, liderul Nouvelle Droite, în 2011.

De Benoist a ajuns să fie considerat drept „liderul de necontestat” al Nouvelle Droite și „cel mai autoritar purtător de cuvântul” al acesteia. Înainte, acesta a făcut parte din societatea studențească ultranaționalistă intitulată Fédération des Étudiants Nationalistes și a contribuit la revista racialistă Europe-Action, ambele reflectând ideile mișcării în „forma lor embrionică”. GRECE a moștenit o serie de subiecte din Europe-Action, printre care „poziția anticreștină, un elitism pronunțat, noțiunea rasială de Europă unită, trecerea de la definiția biologică de „diferență” la cea culturală și inversiunea rafinată a unor termeni ca rasism și antirasism”. De asemenea, de Benoit a fost influențat de mișcarea conservatoare interbelică din Germania - mai precis, de gânditori precum Ernst Jünger, Arthur Moeller van den Bruck și Oswald Spengler - ale cărei idei au fost promovate de către ND pe parcursul anilor '70.
Documentele din interiorul GRECE arată că membrii nu aveau voie să folosească „limbaj depășit” care să asocieze grupul cu vechile mișcări fasciste. Concomitent, acesta le recomanda membrilor să comunice cu persoane importante din politica franceză și europeană. GRECE nu era o mișcare intelectuală omogenă, ci era formată din membri cu convingeri diferite și uneori contradictorii. Nouvelle Droite a analizat evenimentele din 1968 și acțiunile Noii Stângi din acea decadă și a adoptat ideea că promovarea ideilor culturale reprezintă o precondiție a schimbării politice. De Benoist menționa că deși stânga franceză nu a mai fost votată de la sfârșitului celui de-al Doilea Război Mondial, ideile acesteia au devenit populare în societatea franceză, în special printre intelectuali. Acesta a încercat să schimbe valorile și asumpțiile societății franceze într-un mod similar, și anume prin schimbarea ideologiei dominante fără implicare în procesul electoral.
GRECE a organizat o serie de seminarii și colocvii. De asemenea, a început să lanseze câteva publicații cvasiacademice prin intermediul cărora își promova convingerile. Publicația Nouvelle Ecole a circulat pentru o vreme doar în interiorul organizației, însă a devenit publică începând cu 1969. Pe parcursul anului 1975 și 1976, au fost emiși fluturași care promovau ideile în mediile medicale, educaționale și militare. În 1976, GRECE și-a lansat propria sa editură, Copernic.

### Apogeul mișcării: 1975-1979
Deși au fost necesari aproape zece ani până ca această Nouvelle Droite să fie descoperită de către mass-media, discursul său elitist, pretențiile de științificitate și accentuarea culturalismului european au fost influente pe parcursul anilor 1970 în reabilitarea unor idei considerată înainte drept de nejustificat. Strategia Noii Drepte de reînarmare intelectuală a fost diametral opusă activismului de comando, însă continuitatea membrilor și, în esență (deși nu în formă), a ideilor fundamentale pot fi regăsite în OAS și chiar mai departe. - Michalina Vaughan, 1995
Expresia nouvelle droite a apărut într-o serie de articole despre GRECE redactate de jurnalistul Gilbert Comte și publicate în Le Monde în martie 1978 sub titlul „Une nouvelle droite?”. Acesta a fost aplicată într-un perioadă când denumirea „nouvelle” era utilizată în descrierea unui număr mare de mișcări din mediile culturale și intelectuale franceze precum nouveaux philosophes, nouveaux historiens, nouveaux économistes și nouvelle cuisine.
Spre finalul anilor '70, ND a capturat zeigeistul politic în Franța, atingând apogeul în mass-media. Pe pacursul acestor ani, intelectualii afiliați cu mișcarea au publicat articole în celebra revistă Le Figaro, editată de Louis Pauwels. În 1978, lucrearea Vu de droite a lui De Benoist a câștigat un premiu oferit de Academia Franceză. Creșterea popularității a ridicat semne de întrebare printre intelectualii liberali și de stânga din Franța care considerau mișcarea drept una rasistă, fascist și influențată de regimul de la Vichy. Pentru aceștia, ND încerca să submineze democrația liberală, egalitarismul și moștenirea revoluției franceze. O campanie care milita pentru respingerea ideilor ND a fost susținută de către mass-media (Le Monde, Le Nouvel Observateur, L'Express și La Croix), motiv pentru care Le Figaro și-a retras sprijinul. Ca urmare a acestor acțiuni, adepții Nouvelle Droite au emis acuzații de perspecuție intelectuală în stilul mccarthismului. Lipsiți de o platformă populară, aceștia s-au desprins de rasismul biologic și au început să susțină ideea că diversele grupuri etnoculturale ar trebui să fie separate cu scopul de a conserva diferențele istorice și culturale ale acestora.
În 1974, un grup intitulat The Club a fost înființat de câțiva membri GRECE - printre care Jean-Yves le Gallou și Yvan Blot - alături de Henry de Lesquen pentru a servi drept un think thank al elitelor pentru ideile ND. Strategiilor metapolitice pe termen lung ale GRECE au contribuit la îndepărtarea spre finalul anilor '70 a grupului prin adoptarea neoliberalismului economic și a romanocatolicismului ca aspect fundamental al identității naționale franceze, convingeri care intră în contradicție cu linia anticreștină a GRECE.

### Influența politică: 1980 - prezent

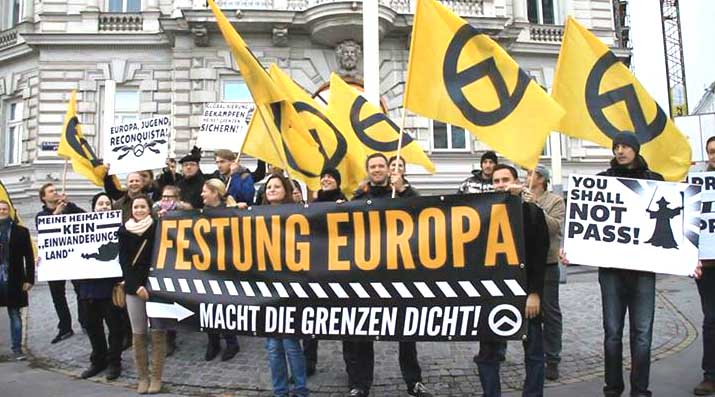
Mișcarea identitară europeană a fost influențată de către Nouvelle Droite.

La începutul anilor 1980, un număr de intelectuali asociați cu ND - printe care Jean Haudry, Jean Varenne, Pierre Vial, Jean-Claude Bardet și Pierre de Meuse - au susținut partidul de extremă-dreapta Frontul Național aflat la momentul respectiv sub conducerea lui Jean-Marie Le Pen. Frontul Național a fost influențat de Nouvelle Droite de la care au adoptat diferențialismul etnocultural. The Club le-a cerut partidelor Rassemblement pour la République și Union pour la démocratie française să intre într-o alianță politică cu FN cu scopul de a înfrânge guvernul socialist al președintelui François Mitterrand. În 1994, patru indivizi afiliați ND au fost prezenți în biroul politic al FN, devenind a doua cea mai influentă fracțiune din interiorul partidului. În interiorul FN însă au existat o serie de tensiuni, cu precădere între fracțiunea catolică care respingea păgânismul Nouvelle Droite. Pe deasupra, au existat tensiuni și între membrii ND și membrii ND aflați sub influența lui De Benoist.
De Benoist a criticat în mod public partidul lui Le Pen, condamnându-i populismul pe care îl consideră în contradicție cu militarea pentru elitism a GRECE și utilizarea imigranților ca „țapi ispășitori” pentru problemele Franței.
În 1933, un grup de 40 de intelectuali francezi au semnat „Apelul la Vigilență”, publicat în Le Monde. Acesta avetiza asupra „reapariției curentelor antidemocratice ale gândirii de extremă-dreapta în viața intelectuală franceză și europeană” și cerea boicotarea tuturor intelectualilor asociați cu ND. În 1944, apelul a fost republicat, însă de data aceasta sub semnătura a 1500 de intelectuali europeni.
Printre cei care au colaborat cu GRECE îi regăsim pe Arthur Koestler, Hans Eysenck, Konrad Lorenz, Mircea Eliade, Raymond Abellio, Thierry Maulnier, Anthony Burgess și Jean Parvulesco.
Nouvelle Droite și versiunea sa germană, Neue Rechte, au influențat structura ideologică și politică a mișcării identitare europene. O parte din mișcarea alt-right precizează că a fost influențată de lucrările lui De Benoist.

## Ideologie

### Fascismul și extrema-stângă
Pe spectrul politic, Nouvelle Droite este situată în extrema-dreaptă. Un număr de critici liberali și de stânga ai ND au descris-o drept o formă nouă sau igienizată de neofascism sau o ideologie a extremei-drepte care își trage rădăcinile din fascism. Politologul Roger Griffin susține că ND afișează două aspecte definitori ale fascismului: un ultranaționalism populist și militarea pentru o renaștere națională. McCulloch consideră că Nouvelle Droite are un caracter fascist distinct prin trimiterile constante la ideologii dreptei precum cei din conservatorismul revoluționar german sau intelectuali precum Robert Brasillach, Georges Valois, Pierre Drieu La Rochelle și Thierry Maulnier. De asemenea, McCulloch a găsit puncte comune în ideea unei societăți europene omogene din punct de vedere etnic și cultural, ostilitatea față de egalitarism și modernitate, respectiv militarea pentru o renaștere culturală. Nouvelle Droite respinge eticheta de „fascistă” sau „extremă-dreapta”. De Benoist se autocaracterizează drept neofascist. Acesta din urmă a respins eticheta de „fascist”, afirmând că termenul a fost utilizat doar de către criticii săi „cu scopul unic de a discredita” ideile sale. Membrii ND au susținut că poziția lor anticapitalistă și critica democrației liberală sunt diferite de criticile realizate de ideologia nazistă și alte forme mai vechi de fascism.

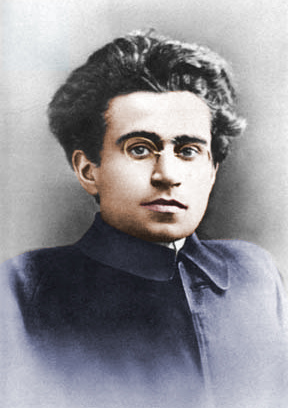
Ideile unor marxiști precum Antonio Gramsci (foto) au influențat mișcarea ND.

Nouvelle Droite era diferite de partidele populare de dreapta care adoptau convingeri anticapitaliste, antiamericane, pro-Lumea a Treia, antinaționaliste, federaliste și ecologiste, poziții considerate drept tipice partidelor de stânga. Această combinație de idei tipice stângii și tipice dreptei a generat ambiguitate cu privire la poziția ideologia a ND și confuzie pentru mediul academic, intelectuali și activiștii politici. Nouvelle Droite se caracterizează drept dincolo de stânga și de dreapta. Un astfel de amestec de idei de stânga și de dreapta era cunoscută de multă vreme ca fiind o trăsătură a fascismului. De Benoist susține că ND are „un anumit număr de caracteristici tipice stângii și câteva tipice dreptei”. În același timp, acesta susține că distincția politică dintre stânga și dreapta și-a „pierdut orice valoare pragmatică cu privire la analiza discursului ideologic și politic” deoarece „noile distincții care au apărut în ultimele decade nu mai coincid cu vechea distincție stânga-dreapta”.
Politologul Alberto Spektorowski a susținut că ND s-a distanțat serios de pozițiile sale naționaliste și rasiste, și a adoptat un regionalism stângist și etnopluralist. Criticii culturali au caracterizat ND ca fiind un fenomen al extremei-drepte, o clasificare susținută de către politologul Tamir Bar-On; acesta din urmă afirma că „gânditorii Nouvelle Droite nu și-au depășit pe deplin rădăcinile teoriei lor revoluționare de extremă-dreapta”. Bar-On a interpretat utilizarea ideilor de stânga de către aceștia ca fiind o „strategie de supraviețuire”, „o încercare subtilă de a renască câteva din idealurile dreptei revoluționare”. McCulloch crede că ND a fost „o încercare premeditată de a îmbrăca anumite concepte ideologice în culori mai puțin stridente” în timp ce Griffin declara că afirmațiile ND conform cărora organizația transcende cuplul stânga-dreapta a fost „o scamatorie impresionantă pusă la cale de ND prin care se ascunde identitatea de extremă-dreapta”.
Nouvelle Droite a sustras numeroase idei din mișcarea Noii Stângi. Aceștia au împrumutat numeroase idei din lucrările marxistului italian Antonio Gramsci și susținătorii acestuia se caracterizează drept „gramscieni de dreapta”. Alți marxiști ale căror lucrări au influențat ideile Nouvelle Droite au fost membrii Școlii de la Frankfurt, Theodor Adorno și Max Horkheier, și neomarxiști precum Louis Althusser și Herbert Marcuse. Alte persoane asociate stângii care au influențat ND sunt Che Guevara, Brigăzile Roșii și Rote Armee Fraktion; cele din urmă au fost lăudate pentru voința lor de a muri în luptă împotriva democrației liberale capitaliste de către fostul secretar al GRECE, Pierre Vial. În timpul alegerilor pentru Parlamentul European din 1984, De Benoist și-a anunțat intenția de a vota pentru Partidul Comunist Francez, considerându-i singura forță politică credibilă din Franța care susține anticapitalismul, antiliberalismul și antiamericanismul. În 1997, i-a caracterizat pe Les Verts (în română Verzii) drept singurul partid politic francez care pune sub semnul întrebării valorile materialiste și industriale ale societății occidentale.
Gânditorul Julius Evola este un alt intelectual italian venerat de către Nouvelle Droite. Sub protecția organizației GRECE s-au descoperit „imperialiști europeni, tradiționaliști influențați de Julius Evola și René Guénon, comunitarianiști, postmoderniști, nostalgici völkisch, păgâni antiiudeo-creștini”. În mijlocul acestei diversități, nucleul ideologic a rămas „apărarea identității (de orice tip) și o împotrivirea față de egalitarism”.

### Metapolitică și strategie
GRECE a încercat să promoveze în societate propriile idei și propria retorică cu scopul de a domina la nivel cultural. Vial preciza că „Politica nu este chestiunea GRECE, Ea trebuie plasată pe un alt nivel, mai fundamental. GRECE intenționează să lucreze la nivel metapolitic ... unde o mentalitate colectivă și prin urmare un consens popular este elaborat”. De Benoist a susținut răsturnarea democrației liberale prin intermediul unei aplicarea unei strategii metapoliticii pe termen lung. Deși respinge democrația liberală, Nouvelle Droite nu este inerent antidemocratică; aceasta cere o formă locală de „democrație organică”. De Benoist menționează că ND nu a susținut niciodată un anumit partid politic și că scopul acestei mișcări a fost „întotdeauna acela de a adopta o poziție de observator, niciodată de actor. Ea produce analize și idei; ea oferă un corp teoretic; realizează muncă intelectuală și culturală. Nimic în plus”.
Nouvelle Droite critică atât modernitatea, cât și postmodernitatea. Se împotrivește capitalismului global și liberalismului, și valorifică regionalismul, feeralismul, socialismul și formele locale de democrație. Aceasta respinge principiul egalității pe motiv că oamenii nu s-au născut liberi și egali, iar societatea este inerent ierarhică. Pune accent pe necesitatea elitelor, susținând că acest fapt va permite constituirea unei ierarhii sociale armonioase în care toți oamenii sunt conștienți de responsabilitățile și sarcinile lor.

### Etnopluralism
Mișcarea a criticat aspectul liberal al drepturilor individuale și a adus în prim-plan drepturile grupurilor. Adepții acesteia privesc cu ostilitate multiculturalismul și amestecul de culturi. Societățile multiculturale sunt văzute drept o formă de „etnocid”. GRECE declară că este împotriva imigrației, însă nu se așteaptă ca minoritățile entoculturale stabilite în Franța să părăsească țara en masse, ci ca acestea să fie separate în diferite grupuri etnoculturale în interiorul statului francez, punând accent pe identitatea culturală a fiecăruia și interzicând integrarea și amestecul. Aceasta susține omogenitatea în societate. GRECE a cerut statelor europene și celor din Lumea a Treia să lucreze împreună la stabilirea acestei segregări etnoculturale globale și la combaterea omogenizării identităților. Mai precis, se susține diversitatea în izolare. Criticii mișcării susțin că atitudinea ND în acest caz este identic cu preocupările fasciștilor față de ideile de cultură și puritate rasială. Spektorowski sugerează că convingerile Nouvelle Droite cu privire la diferențele culturale și segregare încearcă să împingă Lumea a Treia spre o poziție inferioară pe scena mondială; aceasta recomandă societăților agrare să rămână la același nivel și să oprească industrializarea în timp ce Europei îi este permisă poziția mult mai avansată din punct de vedere tehnologic.
Mișcarea ND nu aprobă ideea că superioritatea tehnologică a Europei reprezintă un semn de superioritate rasială. De Benoist a declarat că „rasa europeană nu este rasa superioară absolută. Este doar cea mai adaptată pentru progres”.

Nouvelle Droite militează pentru inființarea unei Europe federale fundamentate pe comunități regionale omogene din punct de vedere etnic.

De Benoist este un vechi adept al ideilor naționalismului etnic, deși a încercat să dezvolte o formă de naționalism care deconstruiește statul-națiune. GRECE promovează înlocuirea Republicii Franceze cu o „republică federală a popoarelor franceze” care ar fi la rândul ei parte dintr-o federație etnică de popoare europene. Conform Nouvelle Droite, regiunea etnică nu trebuie să adopte legi draconice împotriva imigranților care sunt etnic diferiți deoarece vor avea bariere culturale impenetrabile. Ideile privitoare la o Europă regionalizată sunt similare cu cele propuse de gânditori fasciști precum Pierre Drieu La Rochelle, Dominique Venner și Jean Mabire. În urma analizării valorilor mișcării ND, Sperktorowski menționează că orice societate stabilită pe acestea ar fi asemănătoare cu Africa de Sud în perioada apartheidului; practic, o formă de totalitarism fundamentat pe o politică identitară care ar reprezenta „un coșmar permanent pentru vechii imigranți și pentru dizidenții politici și ideologici”.
Prin opoziția față de capitalismul și o piață liberă nereglementată, GRECE a promovat o formă comunitarianistă de capitalism.
Nouvelle Droite susține că moștenirea creștină a Europei a generat un etos egalitarist care s-a transformat în variante seculare precum liberalismul, democrația socială sau socialismul. Membrii mișcării condamnă monoteismul creștinismului pe motiv că manifestă un etos totalitar care încearcă să impună un etos occidental culturilor la nivel mondial. Conform lui Vial, „totalitarismul s-a născut acum 4000 de ani ... S-a născut în ziua în care a aparut monoteismul. Ideea monoteismului implică supunerea ființei umane în fața unei divinități eterne, unice”. GRECE susținea în mod public păgânismul, caracterizând Europea precreștină drept un continent sănătos și politeist. Opoziția față de creștinism a condus la respingerea ideilor vechii drepte catolice și a drepte neoliberale anglo-americane. Totuși, aceasta susține că alte grupuri culturale ar trebui să aibă libertatea de a-și practica credințele monoteiste după bunul plac, considerând că „iudaismul este cu siguranță potrivit pentru evrei cum este și islamul pentru arabi” și că nu pot impune propriile paradigme culturale unor popoare străine.
Cu toate că celebrează și apară civilizația occidentală, GRECE condamnă occidentalizarea. Nouvelle Droite a criticat atât Statele Unite, cât și Uniunea Sovietică. Aceasta este caracterizată de un intens spirit antiamerican, respingând așa-numitul etos hipercapitalist al Americii. Susține că atât Europa, cât și Lumea a Treia sunt aliați într-o lupta împotriva imperialismului cultural american. În interiorul ND, nu este există un sentiment antisemit fățiș. McCulloch susține că teoriile conspiraționiste antisemite sunt fără doar și poate prezente printre membrii afiliați ai ND din Frontul Național. La începutul anilor 1990, George Charbonneau a anunțat că GRECE a respins în mod oficial ideea negării Holocaustului. Totuși, unul dintre fondatorii organizației, Jean-Claude Valla, a declarat că este de acord cu afirmațiile negaționiștilor.

## La nivel european
Spre finalul anilor '80, publicațiile care promovau ideile Nouvelle Droite au apărut în diverse țări europene precum Belgia, Spania, Italia și Germania. Lucrările lui Benoist și Guillaume Faye au fost traduse în numeroase limbi, însă nu și în engleză.
Deși cunoscută în special în Franța, conform lui Minkenberg, Nouvelle Droite se identifică cu alte mișcări europene din „noua dreaptă” precum Neue Rechte în Germania, New Right în Marea Britanie, Nieuw Rechts În Olanda și Flandra, Forza Nuova în Italia, Imperium Europa în Malta, Nova Hrvatska Desnica în Croatia, Noua Dreaptă în România, respectiv New Right a lui Paul Weyrich și Free Congress Foundation în Statele Unite ale Americii.
Unii intelectuali susțin că între aceste mișcări europene și anumite sectoare ale Noii Dreapte din Statele Unite există similarități superficiale. Noua Dreaptă Europeană este identică cu mișcarea conservatorismului cultural condus de Paul Weyrich și Free Congress Foundation. Totuși, aceste subgrupuri ale coaliției Noii Drepte din Statele Unite sunt puternic legate de creștinism, iar Nouvelle Droite este adepta mișcării păgânismului. Jonathan Marcurs, Martin Lee și Alain de Benoist însuși au scos în evidență aceste diferențe importante pe care le au în comparație cu coaliția din America.

După cum explică Martin Lee,
Prin respingerea creștinismului ca ideologie străină care a fost impusă popoarelor indo-europene acum două milenii, membrii Noii Drepte franceze se delimitează de așa-numita Nouă Dreapă care a apărut în Statele Unite pe parcursul anilor 1970. Din punct de vedere ideologic, GRECE a avut puține lucruri în comun cu Noua Dreaptă Americană pe care De Benoist o respinge ca fiind o cruciadă moralistă, puritană care se agață patetic de Creștinism ca reprezentând fundamentul civilizației Occidentale.

## Alte surse
- Tamir Bar-On, Where Have All the Fascists Gone?, Hampshire and Burlington: Ashgate Publishing Limited, 2007.
- Tamir Bar-On, "Fascism to the Nouvelle Droite: The Dream of Pan-European Empire", Journal of Contemporary European Studies 16/3 (2008).
- Andre Béjin & Julien Freund (eds.), Racismes, Antiracismes (Paris: Librairie des Méridiens, 1986).
- Pierre-André Taguieff, Sur la Nouvelle Droite: Jalons d'une analyse critique (1994) ISBN 2-910301-02-8
- Walter Laqueur, Fascism: Past, Present, Future, New York: Oxford: Oxford University Press, 1996.
- Martin A. Lee, The Beast Reawakens, Boston: Little, Brown and Co., 1997, pp. 209–211.
- Jonathan Marcus, The National Front and French Politics, New York: New York University Press, 1995.
- Sara Diamond, Roads to Dominion: Right-Wing Movements and Political Power in the United States, New York: Guilford, 1995. ISBN 0-89862-864-4.
- Jerome L. Himmelstein, To The Right: The Transformation of American Conservatism, Berkeley: University of California Press, 1990.
- Chip Berlet and Matthew N. Lyons, Right-Wing Populism in America: Too Close for Comfort, New York: Guilford Press, 2000. ISBN 1-57230-568-1, ISBN 1-57230-562-2
- Miro Jennerjahn, Neue Rechte und Heidentum ("New Right and Paganism"), Peter Lang (2006), ISBN 3-631-54826-5 [1][permanent dead link]
- J.G. Shields (2007). The Extreme Right in France. Taylor & Francis. ISBN 978-0-415-09755-0.
- Rodrigo Agulló, Disidencia Perfecta: La Nueva Derecha y la batalla de las ideas (Barcelona & Madrid: Altera, 2011).
- Tomislav Sunic, Against Democracy and Equality: The European New Right, Third Edition (London: Arktos, 2010).
- Michael O'Meara, New Culture, New Right: Anti-Liberalism in Postmodern Europe, Second Edition (London: Arktos, 2013).
- Matteo Luca Andriola, La Nuova Destra in Europa. Il populismo e il pensiero di Alain de Benoist, Milano, Edizioni Paginauno, 2014.